# 제이드 레이먼드
제이드 레이먼드(Jade Raymond, 1975년 8월 28일 ~ ) 은 캐나다 몬트리올 태생의 프랑스계 캐나다인 비디오 게임 진행자로 현재 토론토 유비소프트 전무(managing director)에 재직했다. 현재는 유비소프트를 나와 몬트리올에 일렉트로닉 아츠의 모티브 스튜디오를 설립했다.